# Jane McAlevey

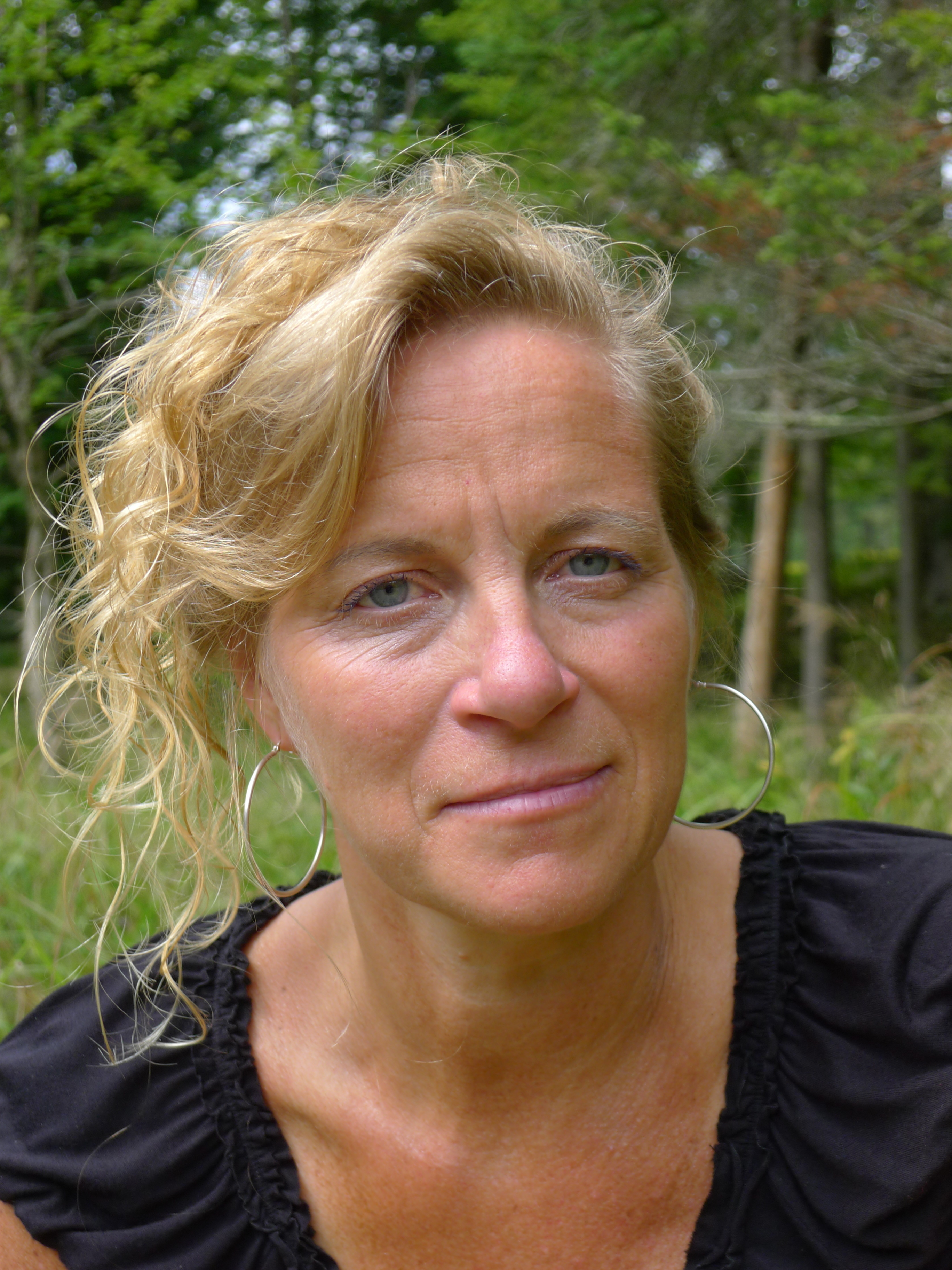
Jane McAlevey, 2014

Jane McAlevey (* 12. Oktober 1964 in New York City; † 7. Juli 2024 in Muir Beach, Kalifornien) war eine US-amerikanische Organizerin, Autorin und Wissenschaftlerin.

## Leben
McAleveys Mutter starb an einer Krebserkrankung, als sie fünf Jahre alt war. Ihr Vater war Politiker und wurde zum Bürgermeister von Sloatsburg, später auch County-Supervisor gewählt, wo die Familie wohnte. McAlevey hatte mehrere Geschwister. Ihr Vater heiratete erneut, im Alter von 16 verließ McAlevey die Familie, da sie nicht mit ihrer Stiefmutter zurechtkam.
McAlevey studierte ab Ende der 1980er Jahre an der University at Buffalo. Seit dieser Zeit war sie als Organizerin tätig, mit gelegentlichen Unterbrechungen durch ihre akademische Laufbahn. In dieser Zeit wurde sie zur Präsidentin der Student Association of State University of New York gewählt. Sie entwickelte und begleitete verschiedene Kampagnen. 2015 wurde sie am City University of New York promoviert, danach war sie für zwei Jahre als Postdoc an der Harvard Law School tätig. Zuletzt war sie Senior Policy Fellow am Institute for Labor & Employment Relations der University of California, Berkeley. Für die Zeitschrift The Nation berichtete sie über Streiks.
2012 veröffentlichte McAlevey mit Raising Expectations and Raising Hell, My Decade Fighting for the Labor Movement ihr erstes Buch. 2016 folgte No Shortcuts: Organizing for Power in the New Gilded Age, das auf ihrer Doktorarbeit beruht. 2021 erschien ihr drittes Buch A Collective Bargain: Unions, Organizing & the Fight for Democracy. Mit Abby Lawlor verfasste sie Rules to Win By: Power and Participation in Union Negotiations, das 2023 veröffentlicht wurde.
McAlevey erkrankte 2009 an Krebs, wurde aber geheilt. Ab Herbst 2021 war sie erneut an Krebs erkrankt, der sehr aggressiv war. Sie hat die Prognosen der Ärzte überlebt. Jane McAlevey starb am 7. Juli 2024 in Muir Beach, Kalifornien, im Alter von 59 Jahren.

## Veröffentlichungen (Auswahl)
- Raising Expectations and Raising Hell. My Decade Fighting for the Labor Movement. Verso, London 2012, ISBN 978-1-78168-315-6.
- No Shortcuts: Organizing for Power in the New Gilded Age. Oxford University Press, Oxford 2016.
  - deutschsprachige Ausgabe: Keine halben Sachen. Machtaufbau durch Organizing. VSA Verlag, Hamburg 2019, ISBN 978-3-96488-115-1.
- A Collective Bargain: Unions, Organizing & the Fight for Democracy. ECCO/Harper Collins, New York 2020, ISBN 978-0-06-290859-9.
  - deutschsprachige Ausgabe: Macht. Gemeinsame Sache. Gewerkschaften, Organizing und der Kampf um die Demokratie. VSA Verlag, Hamburg 2021, ISBN 978-3-96488-115-1 (Buch als freiverfügbare PDF).
- mit Abby Lawlor: Rules to Win By: Power and Participation in Union Negotiations. Oxford University Press, Oxford 2023, ISBN 978-0-19-769049-9.